# Správní obvod obce s rozšířenou působností Nový Jičín
Správní obvod obce s rozšířenou působností Nový Jičín je od 1. ledna 2003 jedním z pěti správních obvodů rozšířené působnosti obcí v okrese Nový Jičín v Moravskoslezském kraji. Čítá 16 obcí.
Město Nový Jičín je zároveň obcí s pověřeným obecním úřadem, přičemž oba správní obvody jsou územně totožné.

## Seznam obcí
Poznámka: Města jsou vyznačena tučně, městyse kurzívou.
- Bartošovice
- Bernartice nad Odrou
- Hladké Životice
- Hodslavice
- Hostašovice
- Jeseník nad Odrou
- Kunín
- Libhošť
- Mořkov
- Nový Jičín
- Rybí
- Sedlnice
- Starý Jičín
- Suchdol nad Odrou
- Šenov u Nového Jičína
- Životice u Nového Jičína

## Obyvatelstvo
| Rok  | Obyv.  | ± %     |
| ---- | ------ | ------- |
| 1869 | 33 884 | —       |
| 1880 | 37 516 | +10,7 % |
| 1890 | 40 186 | +7,1 %  |
| 1900 | 42 044 | +4,6 %  |
| 1910 | 46 263 | +10 %   |

| Rok  | Obyv.  | ± %     |
| ---- | ------ | ------- |
| 1921 | 44 048 | −4,8 %  |
| 1930 | 47 067 | +6,9 %  |
| 1950 | 39 007 | −17,1 % |
| 1961 | 43 128 | +10,6 % |
| 1970 | 43 235 | +0,2 %  |

| Rok  | Obyv.  | ± %    |
| ---- | ------ | ------ |
| 1980 | 46 312 | +7,1 % |
| 1991 | 47 607 | +2,8 % |
| 2001 | 48 570 | +2 %   |
| 2011 | 46 884 | −3,5 % |
| 2021 | 47 060 | +0,4 % |